# Elaine Luria
Elaine Goodman Luria (Birmingham, 15 de agosto de 1975) é uma política norte-americana e veterana da Marinha dos EUA, que serviu como representante do 2.º distrito da Virginia de 2019 a 2023. O distrito congressional de Luria incluiu a maior parte de Hampton Roads, abrangendo toda Virginia Beach, Williamsburg e Poquoson e partes de Norfolk e Hampton. Antes de concorrer ao Congresso, ela serviu como oficial naval durante 20 anos. Luria alcançou o posto de comandante e passou a maior parte de sua carreira a bordo de navios. Ela derrotou o republicano incumbente Scott Taylor em 2018 e foi reeleita em 2020, ao vencer novamente Taylor, antes de perder sua candidatura ao terceiro mandato contra a republicana Jen Kiggans em 2022.

## Início da vida, educação e serviço militar
Luria nasceu em 15 de agosto de 1975, em Birmingham, Alabama . A família de sua mãe, Michelle, imigrou para Jasper, Alabama, em 1906. A família vendia mercadorias para mineradores de carvão no Condado de Walker, Alabama .
Luria serviu como oficial naval por 20 anos, operando reatores nucleares como engenheira, onde ascendeu ao posto de comandante . Luria foi uma das primeiras marinheiras americanas a passar toda a sua carreira em navios de combate . Ela comandou a Assault Craft Unit DOIS, uma unidade pronta para combate de 400 marinheiros, de 2014 até sua aposentadoria em 2017. Ela realizou um seder de Pessach em um porta-aviões após o 11 de setembro .
Em 2019, Luria era a pessoa com maior tempo de serviço militar dentre os deputados democratas dos EUA .

## Câmara dos Representantes

### Eleições

#### 2018
Luria concorreu à Câmara dos Representantes dos Estados Unidos no Virginia's 2nd congressional district . Nas primárias democratas de 10 de junho, ela obteve 62% dos votos, derrotando Karen Mallard, que recebeu 38%.
Na eleição geral, Luria derrotou o republicano em funções Scott Taylor com 51% dos votos contra 49% de Taylor. Ela venceu seis das nove jurisdições regionais em termos de condados do distrito, incluindo todas, exceto uma das cinco cidades independentes do distrito. Ela também venceu a cidade natal de Taylor, Virginia Beach.

#### 2020
Luria concorreu à reeleição. Ela derrotou Taylor em uma revanche com 51% dos votos. Como em 2018, Luria conquistou seis das nove jurisdições em nível de condado do distrito, incluindo todas, exceto uma cidade independente. Ela provavelmente foi ajudada por Joe Biden carregando o distrito; notavelmente, Biden levou Virginia Beach, o primeiro democrata a fazê-lo desde 1964.

#### 2022
Luria concorreu à reeleição em 2022. Enfrentando um caminho difícil para a vitória como democrata em um distrito competitivo, ela concentrou sua campanha na política de defesa e se absteve de destacar o plano de gastos Build Back Better de US $ 1,5 trilhão de Biden, no qual ela votou. Luria perdeu a eleição para Jen Kiggans .

### Posse
Luria foi empossado em 3 de janeiro de 2019. Ela foi uma das 102 deputadas eleitas para a Câmara dos Representantes dos Estados Unidos em 2018, um número recorde. Ela se juntou a duas outras veteranas nessa classe, a colega graduada da Academia Naval Mikie Sherrill e a ex-oficial da Força Aérea Chrissy Houlahan .
No Dia dos Veteranos de 2019, Luria divulgou um vídeo anunciando seu apoio a um inquérito de impeachment do presidente Donald Trump, que o The Washington Post chamou de "um movimento incomum para um moderado à beira de uma reeleição difícil".

#### Investigação sobre o ataque ao Capitólio dos Estados Unidos em 6 de janeiro
Luria foi um dos membros originais nomeados para o Comitê Seleto para Investigar o Ataque de 6 de janeiro ao Capitólio dos Estados Unidos em 2021. Ela e o representante Adam Kinzinger co-lideraram a oitava audiência pública a julho de 2022. Esta audiência focou-se na inação de Trump durante os 187 minutos desde o final do seu discurso até seu discurso no Rose Garden, onde ele disse aos desordeiros: "Nós vos amamos, vocês são muito especiais". Luria apresentou o vídeo completo de ambos os discursos. Ela também mostrou partes da declaração de Trump de 7 de janeiro de 2021, intitulada "Comentários sobre a união nacional". Luria comentou as observações de Trump ao afirmar que esta "não foi a mensagem de condenação e punição para aqueles que infringiram a lei que esperamos de um presidente cujo juramento e dever é garantir que as leis sejam fielmente executadas. Mas, em vez disso, era a sua versão mais recente de 'Stand Back and Stand By'." Na sua declaração final, ela disse: "Esta não é, como pode parecer, uma história de inação em tempos de crise, mas, em vez disso, foi a ação final do próprio plano de Donald Trump para usurpar a vontade do povo americano e permanecer no poder. Só quando ficou claro que o seu esforço para interromper ou atrasar violentamente a contagem dos resultados eleitorais tinha falhado é que ele enviou a sua mensagem - uma mensagem aos seus apoiadores na qual se solidarizava com a dor deles e lhes dizia afetuosamente para irem para casa."

### Posições políticas

#### Política domestica
Em fevereiro de 2019, Luria introduziu a Lei de Ajuste de Custo de Vida de Compensação de Veteranos de 2019, que aumentou os ajustes de custo de vida (COLAs) feitos aos veteranos. Ganhou apoio bipartidário e foi aprovado em setembro de 2019.

#### Imigração
Luria foi listada como uma das 60 democratas da Câmara que expressaram apoio a algum tipo de barreira física na fronteira em janeiro de 2019.

#### Ambiente
Luria aceita o consenso científico sobre a mudança climática e está preocupado com os impactos físicos da mudança climática na instabilidade global e na prontidão militar. Ela também acredita que o governo Trump tentou desacreditar os especialistas militares e científicos sobre os impactos físicos da mudança climática, que ela vê como uma calúnia à segurança nacional e aos aparatos científicos.

#### Política de armas
Luria é a favor da instituição de leis de remoção de armas baseadas em risco e da verificação universal de antecedentes em todas as compras de armas.

## Carreira pós Congressista
A fevereiro de 2023, Luria lançou o Defend Democracy PAC, um comitê de ação política para apoiar a eleição de democratas para a Assembleia Geral da Virgínia .